# Musée Skogster
Le musée Skogster (en finnois : Museo Skogster) est un musée situé dans le quartier de Saaristenmäki à Hämeenlinna en Finlande.

## Présentation
Le musée Skogster,qui expose l'histoire de la ville d'Hämeenlinna, ouvre ses portes en juin 2016 lorsque les principaux espaces d'exposition du musée municipal sont déplacés du château du Häme vers le centre-ville.
Au rez-de-chaussée, se trouvent la bibliothèque et la boutique du musée, ainsi qu'une exposition interactive Ooh, Hämeenlinna! qui presente l'histoire d'Hämeenlinna.
Au premier étage se trouve un espace plus grand pour des expositions temporaires ainsi qu'une exposition du musée de la Caisse d'épargne.
Au premier étage du bâtiment, se trouvent aussi l'administration et les services de recherche du musée municipal ainsi que la salle de séminaires Anders de 40 places.